# Zespół dworski w Korabnikach
Zespół dworski w Korabnikach – dwór znajdujący się w powiecie krakowskim, w gminie Skawina, w Skawinie.
Obiekt w skład którego wchodzi: dwór, park, spichlerz, stodoła, stajnie oraz młyn, został wpisany do rejestru zabytków nieruchomych województwa małopolskiego.

## Historia

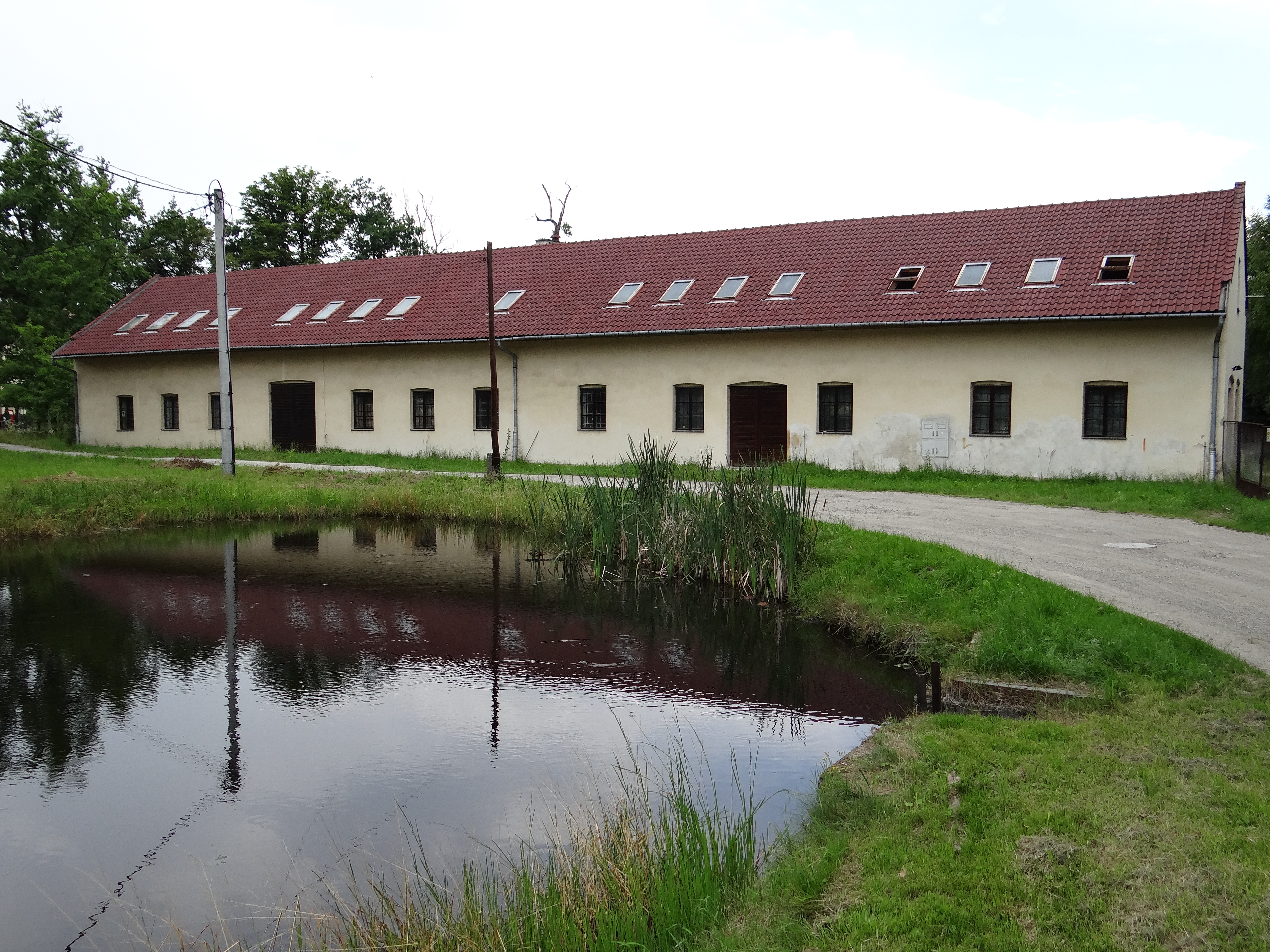
Stajnie

Dwór wybudowany prawdopodobnie w połowie XVI w. dla Piotra Korytki herbu Jelita, łożnego królowej. W 1585 właścicielem Korabnik był Andrzej Sapieha, następnie od połowy XVII w. rodzina Waxmanów. W 1855 majątek był współwłasnością lub dzielił się na trzy części: Jakuba Starowieyskiego, Apolonii Milewskiej i Michała Waxmana. W latach 80. XIX w. posiadłość zakupił Edward Brudzewski i z jego inicjatywy budynek został powiększony o część wschodnią. W późnych latach 20. XX w. właścicielem był Bolesław Miączyński.

## Architektura
Pierwotny dwór wieżowy, czyli kamienica, wybudowany został na planie zbliżonym do kwadratu. Na parterze cztery przesklepione kolebkowo pomieszczenia, na piętrze cztery pokoje. Podczas dobudowy wschodniej części w latach 80. XIX w. dawny dom został stylistycznie ujednolicony z nową częścią. Nakryty dachem łamanym z okapami. W otoczeniu zadbany park.